# Kvalitetsreformen
Kvalitetsreformen er en række initiativer, som blev sat i værk i forbindelse med  de danske finanslove i 2009 og 2010. Reformen blev igangsat, da daværende statsminister Anders Fogh Rasmussen nedsatte en arbejdsgruppe, Statsministerens kvalitetsgruppe i 2006. Arbejdsgruppen udarbejdede en række forslag til implementering af rammestyring i stedet for detailstyring i kommunerne i forbindelse med strukturreformen i 2007. 

## Mål og midler
Målsætningerne var behovsbestemt og forbedret service til borgerne, klarere ansvarsfordeling i den offentlige ledelse samt større ansvarlighed og gennemskuelighed i opgaveløsningen. Regeringen ville i forlængelse heraf evaluere den lokale prioritering og målformulering ved hjælp af sammenlignelige data. 

## Kritik
En rundspørge, foretaget i 2010 viste, at flertallet blandt de kommunale ledere ikke anså reformen for en forbedring af den kommunale service
I debatten om kvalitetsreformen har kritikere påpeget, at universitetsloven af 2003 indeholder nogle elementer, der bygger på samme type målsætning. I særlig grad har akkreditering været i fokus som kvalitetssikringsinstrument.

## Internationalt
I Norge har der været gennemført en kvalitetsreform på universiteterne.